# Beyzakh
Beyzakh (persiska: بیزخ) är en ort i Iran.   Den ligger i provinsen Khorasan, i den nordöstra delen av landet, 600 km öster om huvudstaden Teheran. Beyzakh ligger 1 710 meter över havet och antalet invånare är 313.
Terrängen runt Beyzakh är bergig, och sluttar norrut.Runt Beyzakh är det ganska glesbefolkat, med 29 invånare per kvadratkilometer. Närmaste större samhälle är Sheshtomad, 8,9 km nordost om Beyzakh. Trakten runt Beyzakh består i huvudsak av gräsmarker.